# Bbp-deflator
De Bruto binnenlands product deflator (bbp-deflator) is een maatstaf voor de prijsveranderingen in de economie. Het wordt berekend door het nominaal bruto binnenlands product te delen door het reëel bbp. Het begrip 'deflator' is te verklaren als het getal waarmee men het nominaal bbp moet corrigeren om het reëel bbp te vinden. Bij de berekening van de bbp-deflator worden in de teller en de noemer de 'hoeveelheden' (= gewichten) van het actuele jaar gebruikt.  
De procentuele verandering in de bbp-deflator van het ene jaar ten opzichte van een ander jaar (basisjaar) is een indicatie voor de inflatie. De bbp-deflator is een van de manieren om de inflatie te benaderen, net als de consumentenprijsindex (CPI). De bbp-deflator is een onderschatting van de inflatie en de CPI is een overschatting. Waar de bbp-deflator de prijswijzigingen weergeeft in het bbp, wordt de inflatie door middel van CPI opgemeten door voor een korf van enkele honderden goederen en diensten maandelijks de prijs op te meten en deze te vergelijken.